# Neodiogmites melanogaster
Neodiogmites melanogaster är en tvåvingeart som först beskrevs av Christian Rudolph Wilhelm Wiedemann 1821.  Neodiogmites melanogaster ingår i släktet Neodiogmites och familjen rovflugor. Inga underarter finns listade i Catalogue of Life.